# ドクターマリオ
『ドクターマリオ』（Dr. MARIO）は、1990年7月27日に任天堂よりファミリーコンピュータおよびゲームボーイ向けに発売された落ち物パズルゲーム。様々な機種で移植・リメイク作品も発売されている。

## 概要
『スーパーマリオブラザーズ』などの主人公・マリオが医師に扮し、ビンの中に繁殖したウイルスを、カプセルを使って退治していく（説明書ではピーチ姫が看護師に扮している）。ウイルスは赤、青、黄（ゲームボーイ版では白、黒、グレー）の3種類がいて、カプセルの色はそれに対応している。画面上のマリオが全部で6通りある組み合わせからランダムに選んで投げられるカプセルを、縦か横1列に同じ色を、ウイルスを含め4つ以上つなげると消える。ビンの中にいるウイルスをすべて消せばステージクリア。その前にカプセルが積み上がってビンの上まで詰まるとゲームオーバー。色が3色、カプセルの組み合わせが全部で6通りしかないため、『テトリス』や『ぷよぷよ』などといった他の落ち物パズルゲームに比べて狙っている落ち物が比較的来やすいのも特徴である。
スピードがLOW・MID・HIの3段階に、レベルが0〜20の21段階に変更可能である。スピードがLOWからMID、MIDからHIになるにつれてカプセルが落ちる速度が速くなり、得点もスピードに応じて高くなる。レベルが高くなるにつれてウイルスの数が4匹ずつ増える。ただしレベル20以降は変化がない。設定を変えることによって自分の実力に合う設定でプレイできる。
BGMはFEVER・CHILL・OFF（なし）の3種類から選択可能。
各社より類似のパズルゲームが発売されたが、その中でもゲーム誌や子供向け雑誌での度重なる特集記事の掲載、任天堂の1社提供テレビ番組「スーパーマリオクラブ」における対戦風景の放送など各種メディアでの露出も手伝い、後継作品の『ヨッシーのたまご』が発売されるまで長期に渡り人気を保った。とりわけ、当時としては主婦層の人気を集めた。
2018年9月19日に『ファミリーコンピュータ Nintendo Switch Online』の初期収録ソフトの一つとしてファミリーコンピュータ版が配信され、また2024年3月12日に『ゲームボーイ Nintendo Switch Online』収録ソフトの一つとしてゲームボーイ版が配信された。

## ゲームモード

### 1人用
オリジナル
ビンの中にあるウイルスをすべて消すことが目的となっている。なおウイルスを消すと画面下部のウイルスが一定時間ひっくり返ってもがき苦しみ、特定の色のウイルスがすべて消されると画面下部の対応した色のウイルスも消滅する。
ファミコン版ではスピードHI・MIDのレベル5、10、15、20、スピードLOWの20をクリアするとデモ画面が見られる。ゲームボーイ版ではスピードHIのレベル5、10、15、20、スピードMIDのレベル20をクリアするとデモ画面が見られる。それらはレベル毎、機種毎に少し違う展開になる。
レベル20クリア後は「21、22…」と続いていくが、最大レベルは24まででレベル24をクリアすると再びレベル24が繰り返される（ゲームボーイ版ではレベル30まである）。
おはなし（NINTENDO64版、ニンテンドーゲームキューブ版）
対戦のルールで、コンピュータが操作するキャラと順番に戦って勝ち抜くモード。『ワリオランド3 不思議なオルゴール』のキャラクターたちが登場する。盗まれたクスリを取り戻すのが目的のマリオ編と薬を横取りするのが目的のワリオ編があり、対戦するキャラクターが若干違ってくる。難易度NORMAL以上でノーコンティニューでボスキャラを倒すと隠しキャラ（マリオ編はバンパイアワリオ、ワリオ編はメタルマリオ）との対戦になる。この対戦もノーコンティニューでクリアすればVS.COMで選択可能になる。
VS.COM
コンピュータと対戦ゲームをプレイするモード。SFCは3色のウイルス（赤、黄、青の順番で強い）、GCはお話に登場したキャラクター、GBA・Wiiウェア・DSiウェアは3段階の難易度から対戦相手を選択してプレイする。
フラッシュ（NINTENDO64版、ニンテンドーゲームキューブ版、ゲームボーイアドバンス版、Wiiウェア版）
ビンの中にいる光るウイルスを先に全滅させた方が勝ちになる対戦ゲーム。その他のルール、設定はVS.COMと同じ。
たいきゅう（NINTENDO64版、ニンテンドーゲームキューブ版）
「パネルでポン」のようにビンの底部から新しいウイルスがどんどん現れる。連鎖を起こすことで、ウイルスがせり上がるのを少しの間食い止めることが出来る。ゲームオーバーになるまで半永久的にプレイできるモード。
スコアアタック（NINTENDO64版、ニンテンドーゲームキューブ版）
3分間の間にどれだけウイルスを消すことが出来るか競うモード。制限時間内にすべて消せばボーナスが出る。

### 2人用
VS 2P
2人で対戦するモード。対戦時には一度に複数のカプセルおよびウイルスを消すと相手のビンに消した数に応じてハーフカプセルが降り注ぐ（最大で一度に4個まで）。相手より先にウイルスをすべて消すか、相手のビンの上までカプセルが積み上がると1ポイント獲得。3ポイント先取で勝利となる。スピード・レベルはプレイヤーごとに変更が可能で、これに差をつけることによりハンデ戦も可能。
フラッシュ（NINTENDO64版、ニンテンドーゲームキューブ版、ゲームボーイアドバンス版、Wiiウェア版）
2人でフラッシュ対戦をするモード。
スコアアタック（NINTENDO64版、ニンテンドーゲームキューブ版）
どちらがより多く得点できるか競うモード。ルールは1人用と同じ。

### 多人数用（NINTENDO64版とニンテンドーゲームキューブ版）
VS 4P
4人で対戦モードをプレイするモード。人数が足りない場合はコンピュータが操作を担当する。連鎖の最初に消したウイルスの色で攻撃対象が決まる。
フラッシュ
4人でフラッシュ対戦をするモード。
タッグバトル
2対2でチーム対戦をするモード。味方を攻撃するとハーフカプセルがストックされ、次に敵を攻撃したときに追加して落下させることが出来る。

## スタッフ
ファミリーコンピュータ版
- プロデューサー：横井軍平
- デザイナー：原田貴裕
- グラフィックデザイナー：清武博二
- 音楽：田中宏和

ゲームボーイ版
- エグゼクティブ・プロデューサー：山内溥
- プロデューサー：横井軍平
- ディレクター：山上仁志、原田貴裕
- メイン・プログラム：原田貴裕
- 音楽：田中宏和

## 評価
ファミリーコンピュータ版
ゲーム誌『ファミコン通信』の「クロスレビュー」では、合計31点（満40点）でシルバー殿堂を獲得、ゲーム誌『ファミリーコンピュータMagazine』の読者投票による「ゲーム通信簿」での評価は22.27点（満30点）。
| 項目 | キャラクタ | 音楽 | 操作性 | 熱中度 | お買得度 | オリジナリティ | 総合  |
| 得点 | 3.51       | 3.54 | 3.80   | 3.98   | 3.90     | 3.54           | 22.27 |

ゲームボーイ版
ゲーム誌『ファミコン通信』の「クロスレビュー」では合計31点（満40点）でシルバー殿堂を獲得、『ファミリーコンピュータMagazine』の読者投票による「ゲーム通信簿」での評価は22.32点（満30点）。
| 項目 | キャラクタ | 音楽 | 操作性 | 熱中度 | お買得度 | オリジナリティ | 総合  |
| 得点 | 3.54       | 3.62 | 3.76   | 4.01   | 3.83     | 3.56           | 22.32 |

## サウンドトラック
『ファミコン 20TH アニバーサリー オリジナル・サウンド・トラックス VOL.3』（2004年4月21日）
『ファミコン サウンドヒストリーシリーズ「マリオ ザ ミュージック」』（2004年7月22日）
サイトロン・デジタルコンテンツより発売されたCD内の一作品として収録されている。

## 派生作品
VS.Dr.MARIO（アーケードゲーム）
1990年に米国で稼働していた任天堂VS.システム対応のアーケードゲーム版。日本では稼働していない。
ドクターマリオBS版（スーパーファミコン（サテラビュー））
サテラビューで1997年3月30日より放送開始。Super Nintendo Entertainment System用ソフトとして日本国外でのみ発売されていた『TETRIS & Dr. MARIO』 から『ドクターマリオ』を引用し、4月のイベントゲームとして放送。イベントの内容はハイスコアを競うという単純なものであった。イベント期間終了後も繰り返し再放送が行われ、サテラビューのサービス終了日である2000年6月30日の最終配信ゲームとなった。ゲーム内容はファミコン版と大差はないが、上位機種への移植に伴うグラフィックやBGMの向上、デモ画面の変更がされたことに加え、コンピュータとの対戦プレイ、ハイスコアの記録が可能となっている。また、レベル21以降もウイルスの数が増えるのは、今作が初めてである（最大でレベル23の96、レベル24以降は96固定となる）。
ドクターマリオ（スーパーファミコン（ニンテンドウパワー））
1998年6月1日供給。内容は前年のサテラビュー版と同一。異なる点はタイトル画面の著作権表記に1998（年）と追加されたくらいである。日本のスーパーファミコン最後のマリオシリーズとなった。
NINTENDOパズルコレクション（ニンテンドー ゲームキューブ）
2003年2月7日発売。日本国外の市場のみで発売されていたNINTENDO 64用ソフト『Dr. MARIO 64』を『ヨッシーのクッキー』『パネルでポン』と共に収録。4人対戦など数多くのゲームモードが追加された。この作品から対戦BGMに「CUBE」と「QUEQUE」が加わった。ストーリーモードではマリオだけでなくワリオの話も用意されている。同梱または別売りのGBAケーブルを使用することでゲームボーイアドバンスにファミコン版をダウンロードさせる事ができる。ただしこちらは1人用のみで対戦プレイはできない。さらにテレビとは画面比率が異なるため、やや上下に潰れた状態で表示される。
ドクターマリオ（ゲームボーイアドバンス）
ファミコンミニシリーズとして2004年5月21日に発売。『NINTENDOパズルコレクション』のダウンロード版とは異なり、通信ケーブルやワイヤレスアダプタを使用することで対戦プレイが可能。
ドクターマリオ&パネルでポン（ゲームボーイアドバンス）
「スーパーマリオブラザーズ発売20周年記念ソフト」の1つ。2005年9月13日発売。人気が高かったパズルゲームである『ドクターマリオ』と『パネルでポン』を収録して発売。『ドクターマリオ』は『NINTENDOパズルコレクション』に収録された物と似た見た目となっている。ゲーム内容はスーパーファミコン版とほぼ同じだが、先に光るウイルスを全て消したプレイヤーが勝利となるモード「フラッシュ」が『NINTENDOパズルコレクション』版より追加されている。また、『メイド イン ワリオ』内のミニゲーム『ドクターワリオ』（Dr. WARIO）同様、オリジナルに比べてビンの高さが低く、ウイルスの数もやや少ない（最大でレベル20以降の68匹）。今作ではレベル20をクリアすると21以降をレベル選択画面で選ぶことができるようになる（ただし電源を切ると選べる最大値は20に戻る）。なお、レベルは表示上は99まで存在し、レベル99をクリアするとウイルスの数が変わらないままレベル0に戻される。『マリオテニスアドバンス』と共にゲームボーイアドバンス最後のマリオシリーズの新作ソフトであった。
Dr.MARIO & 細菌撲滅（Wiiウェア）
2008年3月25日配信開始。『ドクターマリオ』と『もっと脳を鍛える大人のDSトレーニング』内の「細菌撲滅」を収録。キャラクターが2Dから3DCGで描画されるようになった。操作方法・ルール説明機能がつき、投下カプセルが3個先まで表示されるようになった。ニンテンドーWi-Fiコネクションによるオンライン対戦、ソフトを持っている相手との対戦のほか、ソフトを持っていない人に「フレンド対戦限定版 ドクターマリオ」を配布して対戦することもできる。対戦モードや「細菌撲滅」モードの際には、キャラクターをドクターマリオからMiiに変更できる。
ちょっとDr.MARIO（ニンテンドーDSiウェア）
2008年12月24日配信開始。オリジナルとVS.COMのみの1人専用。グラフィックやBGMはWiiウェア版と同一。プレイヤーのビンは下画面に、コンピュータのビン（VS.COM時）は上画面に表示される。今作ではレベル21以降もウイルスの数が増え、最大はレベル24の99である。レベル25以降もあるが、ウイルスの数は99固定となる。
Dr.LUIGI & 細菌撲滅（Wii U）
2014年1月15日に配信。ゲーム内容は『Dr.MARIO & 細菌撲滅』と同様だが、マリオの代わりにルイージが登場する。また、従来のカプセルに加えてL字型のカプセルも登場する。
Dr.MARIO ギャクテン!特効薬 & 細菌撲滅（ニンテンドー3DS）
2015年5月31日に配信。従来のカプセルを使う「Dr.MARIO」、L字型カプセルを使う「Dr.LUIGI」、3DS本体を縦に持ってタッチペンでカプセルを動かす「細菌撲滅」の3つのゲームモードを収録している。一度に多くのウイルスやカプセルを消せる新アイテム「特効薬」が登場する。
ドクターマリオ ワールド（iOS, Android）
2019年7月10日配信。本作ではウイルスが画面上側に配置され、カプセルが画面下から上方向へ浮くように動く。また、カプセルの使用個数に上限があるステージや制限時間が設けているステージもある。このほか、プレイ中に使用できる補助アイテムの登場やマリオ以外のドクターも選択できそれぞれ固有の特殊技を発動できる、コイン集めなどウイルスの全滅以外をクリア条件とするステージがあるなど、様々な新要素が含まれている。2021年11月1日にサービス終了となることが、2021年7月28日に発表された。

## 関連作品
もと子ちゃんのワンダーキッチン（1993年、スーパーファミコン）
味の素が配布した非売品ソフト。任天堂との共同開発作品。作中の「マヨネーズしつもんコーナー」内、マヨネーズに含まれる酢の殺菌力を説明する場面で、本作のウイルスをバイキンとして登場させた。
メイド イン ワリオ（2003年、ゲームボーイアドバンス） / あつまれ!!メイド イン ワリオ（2003年、ニンテンドーゲームキューブ）
画面上に2匹いるウイルスをカプセル1個で消すという1手詰めの「プチゲーム」と、主人公がワリオでウイルスの顔も違う「ミニゲーム」の『ドクターワリオ』（Dr. WARIO）が収録されている。オリジナルに比べてビンの中が狭く、BGMは「CHILL」のみ。
マリオ&ルイージRPG（2003年、ゲームボーイアドバンス）
敵キャラとして原作のウイルスが登場。攻撃すると色が変化し、色を揃えると消滅する。普通にダメージを与えて倒すことも出来る。
マリオ&ルイージRPG4 ドリームアドベンチャー（2013年、ニンテンドー3DS）
敵キャラとしてウイルスが登場。縦か横一列に同じ色のウイルスを揃えると消滅する。普通にダメージを与えて倒すことも出来る。
リアル脱出ゲーム×ニンテンドー3DS 超破壊計画からの脱出（2015年、ニンテンドー3DS）
ミニゲーム「ウイルスアタッカー」として登場。ゲーム内ではウイルスではなくドクロが登場し、ドクロを消すごとに隠れていたキーワードが現れる。
スーパーマリオ オデッセイ（2017年、Nintendo Switch）
「ドクター服」「ドクター帽」が衣装として登場。

### 脳トレシリーズ
原作のルールを踏襲した「細菌撲滅」というサブゲームが登場。
東北大学未来科学技術共同研究センター川島隆太教授監修 もっと脳を鍛える大人のDSトレーニング（2005年、ニンテンドーDS）
タッチ操作でカプセルを移動させる。落下中のカプセルは全て移動可能。BGMは原作の曲のオルゴールアレンジ。
東北大学加齢医学研究所川島隆太教授監修 ちょっと脳を鍛える大人のDSiトレーニング（2008年、ニンテンドーDSiウェア）
『もっと脳を鍛える大人のDSトレーニング』と同じ。ウイルスが『ドクターマリオ』の絵に近くなり途中保存ができるようになった。
東北大学加齢医学研究所 川島隆太教授監修 ものすごく脳を鍛える5分間の鬼トレーニング（2012年、ニンテンドー3DS）
ウイルスのデザインやシステムは『ちょっと脳を鍛える大人のDSiトレーニング』と同様。
東北大学加齢医学研究所 川島隆太教授監修 脳を鍛える大人のNintendo Switchトレーニング（2019年、Nintendo Switch）
ウイルスのデザインが変更されている。

### 大乱闘スマッシュブラザーズシリーズ
プレイヤーキャラクターとしてドクターマリオが登場する他、BGMのアレンジ曲が使用されている。
大乱闘スマッシュブラザーズDX（2001年、ニンテンドーゲームキューブ）
隠しキャラクターとして登場。
基本的な動きやワザはマリオと同一だが、通常必殺技が「ファイアボール」ではなく「カプセル」になっている。
フィギュア名鑑によると運動不足で通常のマリオより足が遅くなっているという。
大乱闘スマッシュブラザーズX（2008年、Wii）
プレイヤーキャラクターとしては登場しない。
ドクターマリオ関連のBGMに「CHILL」のアレンジ曲が追加されている。また、収集要素の「シール」では『NINTENDOパズルコレクション』版の「ウイルス・青」「ウイルス・赤」「ウイルス・黄」「カプセル」が登場する。
大乱闘スマッシュブラザーズ for Nintendo 3DS / Wii U（2014年、ニンテンドー3DS、Wii U）
隠しキャラクターとして登場。
基本的には以前と同様だが、ワザの威力や機動力等が変更されている。「最後の切りふだ」は、両手から巨大なカプセルの波動を打ち出す「ドクターファイナル」。
前作では登場しなかったが、ディレクターの桜井政博は復活を望むファンが声が多かったことを明かしている。
大乱闘スマッシュブラザーズ SPECIAL（2018年、Nintendo Switch）
基本的には以前と同様だが、一部ワザの種類が変更されている。
また、キャラクター強化要素の「スピリッツ」としてウイルスのイラストも登場し、入手時に行われる戦闘では、赤色・青色・黄色のカービィがウイルスに扮している。